# Crotalaria meyerana
Crotalaria meyerana är en ärtväxtart som beskrevs av Ernst Gottlieb von Steudel. Crotalaria meyerana ingår i släktet sunnhampor, och familjen ärtväxter. Inga underarter finns listade i Catalogue of Life.